# De Vrouw van Zes Miljoen
De Vrouw van Zes Miljoen is de Nederlandse titel van de Amerikaanse televisieserie Bionic Woman, oorspronkelijk uitgezonden in de jaren zeventig. De hoofdrol van Jaime Sommers werd gespeeld door Lindsay Wagner. De serie is een afgeleide van de televisieserie De Man van Zes Miljoen en bestaat uit drie seizoenen. In Nederland werden slechts 13 afleveringen uitgezonden door de TROS tussen 8 oktober 1976 en 5 augustus 1977.
De serie begon als 2 dubbelepisodes in De Man van Zes Miljoen ("The Bionic Woman" en "The Return of the Bionic Woman"), waarin Jaime Sommers de vriendin en verloofde van Steve Austin was. Als gevolg van een ongeval tijdens een parachutesprong werden haar benen, rechterarm en rechteroor vervangen door bionische implantaten die vergelijkbaar waren met die van Steve Austin.
In de aflevering Doomsday is Tomorrow uit het tweede seizoen moest Jaime een supercomputer bestrijden die een doomsday device dreigde te activeren die de hele wereld kon vernietigen.